# Cimballa
Cimballa è un comune spagnolo di 143 abitanti situato nella comunità autonoma dell'Aragona.